# Димитриос Каратасос
Димитриос (Цамис) Каратасос (на гръцки: Δημήτριος (Τσάμης) Καρατάσος) е гръцки революционер, арматол и участник в Гръцката война за независимост. След войната Каратасос неуморно планира въстания, ръководи Халкидическото въстание от 1854 година и е сред революционерите, осъзнали необходимостта от обединение на силите на всички балкански народи за постигане на освобождение от османска власт.

## Биография
Димитриос Каратасос е роден в 1798 година в Дихалеври, Османската империя, днес развалините на селото се намират в землището на село Хоропан, Гърция. Баща му Анастасиос Каратасос е виден революционер. Димитриос участва в Гръцката война на независимост от 1821 година като действа в района около Негуш заедно с баща си, където обявява началото на революцията. След разгрома на Негушкото въстание Димитриос Каратасос взима участие в сраженията в Тесалия, Епир и Южна Гърция. В 1826 година участва в битките в Централна Гърция с Анастасиос Химевтос и Ангел Гацо.
В 1835 години Каратасос създава база на Северните Споради, откъдето прави чести рейдове на Халкидики и поддържа активна преписка с халкидически дейци. При избухването на Кримската война, Каратасос решава, че времето за въстание е дошло, и в края на март 1854 година начело с 500 бойци и 10 кораба тръгва от Евбея и на 6 април акостира на Касандра в залива Каламици. Планът е да се придвижи на север към Солун успоредно с тесалийските въстаници. Обявен за главнокомандващ на Македония, Каратасос освобождава Сикия, Партенонас, Никити и на 10/22 април Агиос Николаос, навсякъде посрещнат с огромен ентусиазъм от населението. След Великден се насочва към Ормилия.
Турците незабавно мобилизират сили от Солун и се обръщат за съдействие към френския консул Луи дьо Морнар и французите изпращат военния си кораб „Льо Ерон“ в Атонския залив. На 24 април капитан Льо Бег смята, че въстаниците са просто пирати, дава им един час да се оттеглят и след това открива стрелба по корабите им, причинявайки големи щети. Участието и на френския боен кораб убива ентусиазма на местното население. А османците докарват башибозук в Ормилия. Каратасос праща Манолис Веракас в Йерисос и Мадемохорията, за да събере подкрепления и да настъпи към Рендина и Галатища. Каратасос пише и на монасите в Атон и на Стерьос Хайтас за помощ.
На 13/25 април Каратасос изпраща А. Влахомихалис с 50 души и капитан Георгис да заемат позиции между Ормилия и Полигирос и в същия ден влиза в Полигирос, откъдето постъпват много доброволци, след което отбива турска атака при хълма Кавролакас край Галатища. На следния ден 14/26 април се сблъсква с турците при Ормилия, но не успява да превземе градеца, а въпреки повторните молби от Атон не идва помощ. Въстаниците се оттеглят към Атон и на 17/29 април се сражават с 300 души нередовна войска при Псекудия между Агиос Мамас и Ормилия, а три дни по-късно са изненадани от турска контраатака. Достигат до Кумица на Атон, където се съединяват с дошлия от Полигирос Влахомихалис.
На 20 април/2 май жителите на Полигирос изпращат 30-членна делегация от първенци да посрещне Хасан ага и Махмуд бей начело на османските части. За ужас на европейските консули, стремящи се да умиротворят региона, 27 души от делегацията са заклани на място. Следва разрушение на града и на Сикия, Партенонас, Никити и Агиос Николаос. Под европейски натиск валията в Солун нарежда на османските части да се приберат в Солун.
Каратасос продължава безплодна кореспонденция с атонските монаси. Накрая самият той отива в Кария, но заварва селището изовставено, тъй като всички монаси са избягали в Кутлумуш. Каратасос иска да му бъдат предадени каймакама и малкото турци на Атон, но монасите отказват. Каратасос успява да привлече някои монаси и миряни, както и да се сдобие с провизии. Обезпокоени от събитията, при появата на османския параход „Персуд“, начело със сераскера Хаджи Таир бей в пристанището Дафни, атонските монаси се обръщат към османския генерал с молба да ги защити от революционерите. Турците разполагат гарнизон в Кария.
Боят на 16/28 май при Кумица е последният на полуострова. Въстаниците на Каратасос са принудени да се оттеглят към Мегали Вигла с тежки загуби. В Атина междувременно се променя политическата ситуация – създава се окупационно министерство и всички бунтовници са призовани да се приберат в Гърция. Османците от своя страна предоставят всеобща амнистия под натиск на европейските сили. На 13 юни, с посредничеството на консулите, въстаниците са приети въоръжени на борда на френския военен кораб „Льо Солон“ под командването на барон Русен, напускат Атон и са откарани в гръцкото пристанище Халкида. Хаджи Таир с армията си напуска Атон.
След въстанието става адютант на Отон I. В 1860 година планира ново въстание, този път с център Солун,}}</ref> но е разубеден от руския консул в града Ангелос Мустоксидис, който изтъква, че в района са съсредоточени големи османски военни сили и евентуален бунт би довел до масови кланета над християнското население.
Каратасос умира в 1861 година в Белград.